# Kursächsische Postmeilensäule Göhren

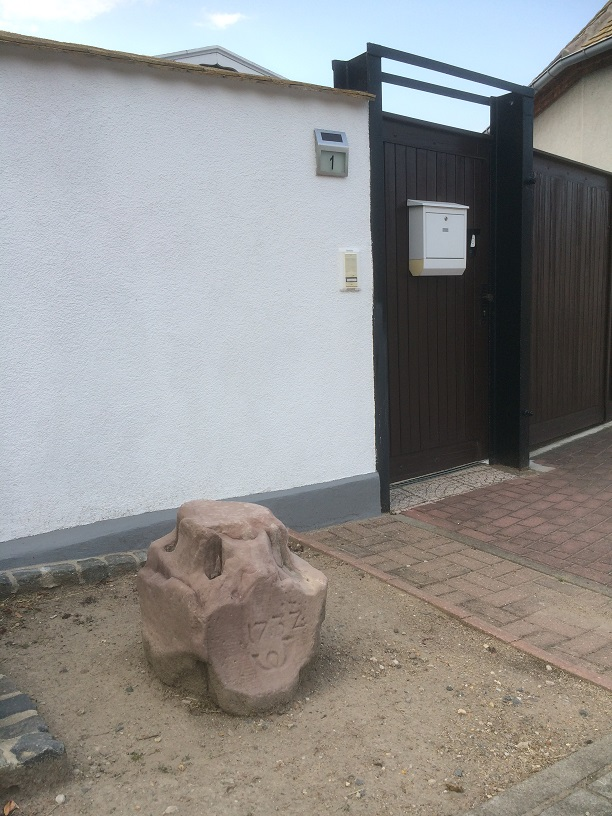
Reststück der Kursächsischen Postmeilensäule in Göhren

Die Kursächsische Postmeilensäule Göhren ist eine denkmalgeschützte Kursächsische Postmeilensäule im Ortsteil Göhren der Stadt Leuna in Sachsen-Anhalt. Im örtlichen Denkmalverzeichnis ist sie unter der Erfassungsnummer 094 20535 als Baudenkmal verzeichnet.
Neben den preußischen Meilensteinen gibt es im Saalekreis noch die um einige Jahrzehnte älteren kursächsischen Postmeilensäulen als Zeitzeugen der Verkehrsgeschichte. Die meisten der Postmeilensäulen wurden 1815 auf Befehl der preußischen Regierung abgebaut. Die wenigen noch erhalten gebliebenen sind zum Großteil durch Zufälle wiederentdeckte Steine.

## Geschichte
Bei der Postmeilensäule Göhren handelt es sich um eine 1732 gefertigte Ganzmeilensäule die auf Befehl König August der Starke von Sachsen und unter Leitung von Adam Friedrich Zürner errichtet wurden. Sie ist der einzige erhaltene Rest einer Postmeilensäule der kursächsischen Poststrecke Leipzig–Merseburg und diente zuletzt auf den Kopf gestellt als Sitzstein. Nachdem der Rest der Postmeilensäule gestohlen wurde, fahndete man im Amtsblatt und auf anderen Wegen danach. Im August 2018 tauchte der Rest der Postmeilensäule wieder auf. Heute befindet sich das Reststück wieder in Göhren auf einer kleinen Fläche vor der Hausnummer 1 der Dorfstraße in der Nähe des bisherigen Standortes.

## Verzierung
Die Postmeilensäule ist mit einem Posthorn verziert und trägt die Jahreszahl 1732.